# Doljanovci
Doljanovci falu Horvátországban, Pozsega-Szlavónia megyében. Közigazgatásilag Pozsegaszentpéterhez tartozik.

## Fekvése
Pozsegától légvonalban 12, közúton 20 km-re északra, községközpontjától 3 km-re északkeletre, Papuk-hegység déli lejtőin, a Sladka voda partján fekszik.

## Története
A régészeti leletek tanúsága szerint a település területe már a vaskor óta lakott. A Komarovciról Doljanovcira vezető úttól délre a hallstatti kultúrához tartozó temető maradványai kerültek elő. A település középkori létezéséről semmilyen írásos adat nem áll rendelkezésre, de az itt talált régészeti leletek egyértelművé teszik a létezését.
A falu felett a Papuk lejtőin található a „Pogana gradina” nevű régészeti lelőhely egy középkori toronyvár maradványaival. A romok a szakemberek feltételezése szerint ahhoz a középkori erődítményhez tartoznak, melyet az írásos forrásokban „Prépostvár” néven említenek. A török 1537 januárjában, Pozsega várával egyidejűleg foglalta el. A török forrásokban Doljanovac másik nevén Prepoštijaként is szerepel. Pogana gradina, azaz Pogányvár maradványainak régészeti feltárása 1971-ben kezdődött. Ennek során feltárták a négyszögletes, 10-szer 12 méteres torony alapfalait. A vár a török kiűzése során pusztult el, majd feledésbe merült.
Az 1980-as években a falu melletti „Voljevac” dűlőben mélyszántás során cseréptöredékeket és fekete, megégett földet fordított ki az eke. Ásás során a szántóföld tulajdonosa a saját házának udvarán is téglából és kőből készült alapfalakra, a ház közelében található patakban pedig épen megmaradt 15. századi edényre bukkant. A patak medrében mintegy száz méterrel odébb faragott tölgyfadeszkákkal bélelt középkori csatorna maradványait találta. Házától keletre a réten egy mintegy 50 méter hosszú, mesterségesen rakott falat talált, mely a patak másik oldalán ugyanolyan hosszúságú, szélessége pedig 6 méter volt. Ettől mintegy 500 méterre keletre mégegy ugyanilyen fal is előkerült, de más leletek hiányában a falak korát nem lehetett meghatározni. A szakemberek feltételezték kapcsolatukat a már említett középkori leletekkel. Középkori eredetűen lehetnek a falu közelében emelkedő platón a „Tursko groblje” nevű lelőhelyen talált leletek is. Ezt erősíti a dűlőnév mellett a mezőgazdasági munkák során előkerült sok kő és mész, melyek egykori épületekre utalnak.
A török uralom idején a településnek katolikus horvát lakossága volt. Az 1545-ös török defterben is megemlítik. 1698-ban „Dolyanovczy” néven 10 portával szerepel a török uralom alól felszabadított szlavóniai települések összeírásában. 1730-ban 26 ház állt a településen.
Az első katonai felmérés térképén „Dorf Dolyanczi”néven látható. Lipszky János 1808-ban Budán kiadott repertóriumában „Dolyanczy” néven szerepel. Nagy Lajos 1829-ben kiadott művében „Doljanovczi” néven 53 házzal, 340 katolikus vallású lakossal találjuk.
1857-ben 256, 1910-ben 239 lakosa volt. 1910-ben a népszámlálás adatai szerint lakosságának 93%-a horvát, 7%-a cseh anyanyelvű volt. Pozsega vármegye Pozsegai járásának része volt. Az első világháború után 1918-ban az új szerb-horvát-szlovén állam, majd később (1929-ben) Jugoszlávia része lett. 1991-ben lakosságának 98%-a horvát nemzetiségű volt. A településnek 2011-ben 244 lakosa volt.

## Lakossága
| Lakosság változása | Lakosság változása | Lakosság változása | Lakosság változása | Lakosság változása | Lakosság változása | Lakosság változása | Lakosság változása | Lakosság változása | Lakosság változása | Lakosság változása | Lakosság változása | Lakosság változása | Lakosság változása | Lakosság változása | Lakosság változása | Lakosság változása |
| ------------------ | ------------------ | ------------------ | ------------------ | ------------------ | ------------------ | ------------------ | ------------------ | ------------------ | ------------------ | ------------------ | ------------------ | ------------------ | ------------------ | ------------------ | ------------------ | ------------------ |
| 1857               | 1869               | 1880               | 1890               | 1900               | 1910               | 1921               | 1931               | 1948               | 1953               | 1961               | 1971               | 1981               | 1991               | 2001               | 2011               | 2021               |
| 256                | 220                | 211                | 216                | 225                | 239                | 236                | 320                | 274                | 259                | 270                | 252                | 232                | 231                | 255                | 244                | 199                |

## Nevezetességei
Pogányvár (Pogana gradina) maradványai a falu határában, Pozsegaszentpétertől mintegy 4 km-re északra a Papuk-hegység területén. A várat valószínűleg a török ellen építtette a pozsegai prépost, az írásos forrásokban „Prépostvár” néven szerepel. Feltárása 1971-ben kezdődött. Ennek során feltárták a négyszögletes, 10-szer 12 méteres torony alapfalait. A vár a török kiűzése során pusztult el. Rajta kívül a település területén több középkori lelőhely is található.